# آرثر دالي
آرثر دالي (بالإنجليزية: Arthur Daly)‏ هو عسكري جنوب أفريقي، ولد في 14 مايو 1871، وتوفي في 28 أغسطس 1936.